# 伊霍爾·柯斯登柯
伊霍爾·伊霍羅維奇·柯斯登柯（羅馬化：Ihor Ihorovych Kostenko；1991年12月31日—2014年2月20日），乌克兰记者、学生活动家和维基人，在乌克兰亲欧盟示威运动中丧生。

## 生平
柯斯登柯出生在乌克兰西部的捷爾諾波爾州。由於他的父母在俄羅斯圣彼得堡工作，因此他由祖父母抚养长大。他小时候就读于布恰奇的一所乌克兰天主教教区学校——圣约萨法特布恰茨基学校（Saint Josaphat Buchatsky）。他有一个名为Inna的妹妹。
柯斯登柯于2013年获得学士学位，是利沃夫大學的研究生。他的论文主題是布恰奇旅游业的发展他还担任体育网站《体育分析》（Спортаналітика, Sportanalitika）网络版的记者。
他在烏克蘭語維基百科的用户名为“Ig2000”，他为这个网站撰写了280多篇关于航空、经济、足球和其他主题的文章。其中他主编的一篇条目记叙的是苏联的驱逐舰涅扎莫日尼克号，被评为乌克兰语维基百科的“优良条目”。

## 去世

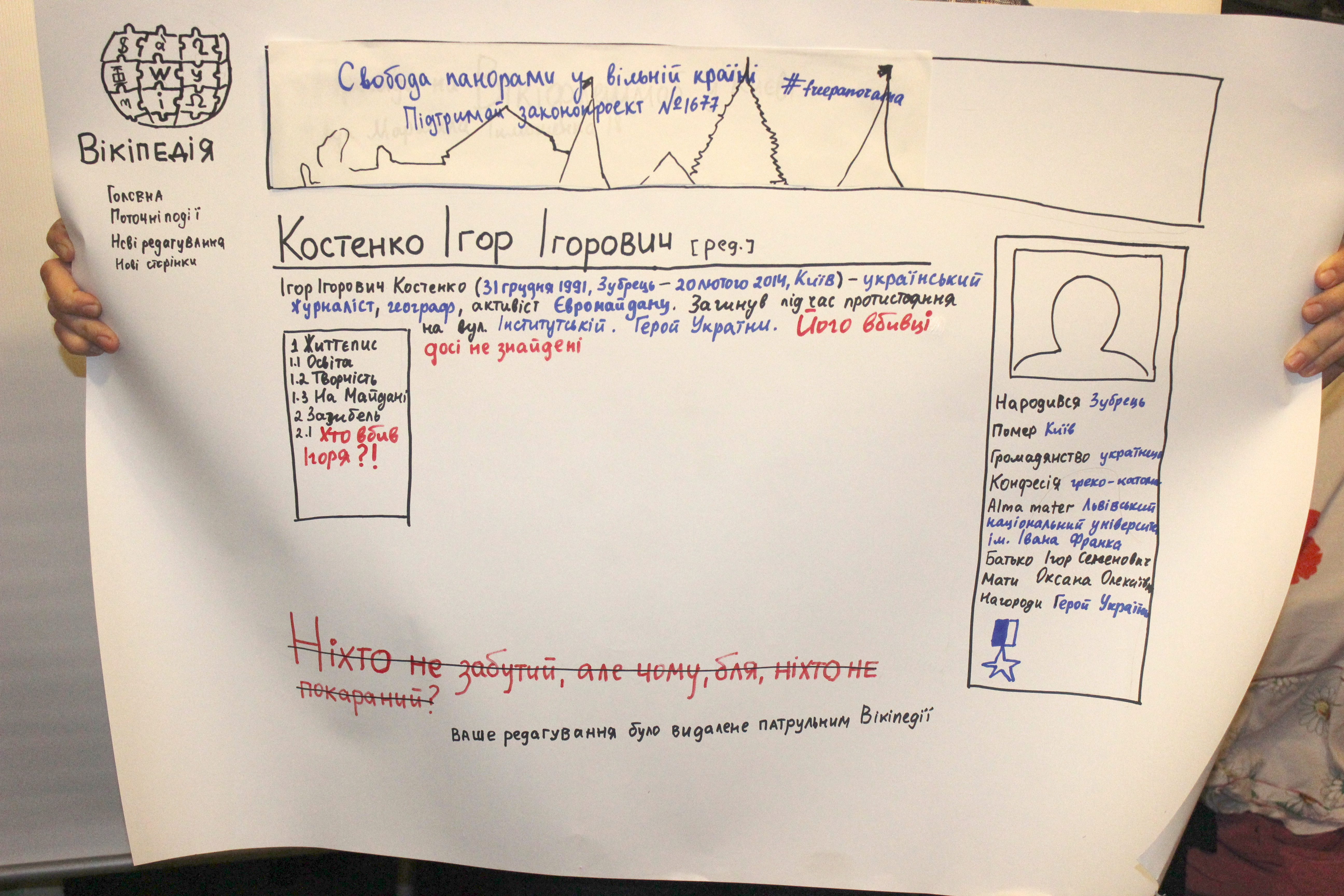
为了纪念柯斯登柯逝世一周年和乌克兰亲欧盟示威运动死伤最惨重的一天，而绘制于2015年2月20日的一张乌克兰语维基百科页面草图。底部的红色文字写着：“没有人被遗忘，但是为什么没有人被惩罚？”

2014年2月18日，柯斯登柯前往基辅参加乌克兰亲欧盟示威运动的示威活动。这一运动爆发于亞努科維奇的親俄政府拒绝批准乌克兰加入欧盟的决定后。他和来自利沃夫的其他朋友一起建造路障来保护抗议者。2月19日晚些时候，示威者和警察之间的对峙进一步恶化，警方开始向示威者开枪。

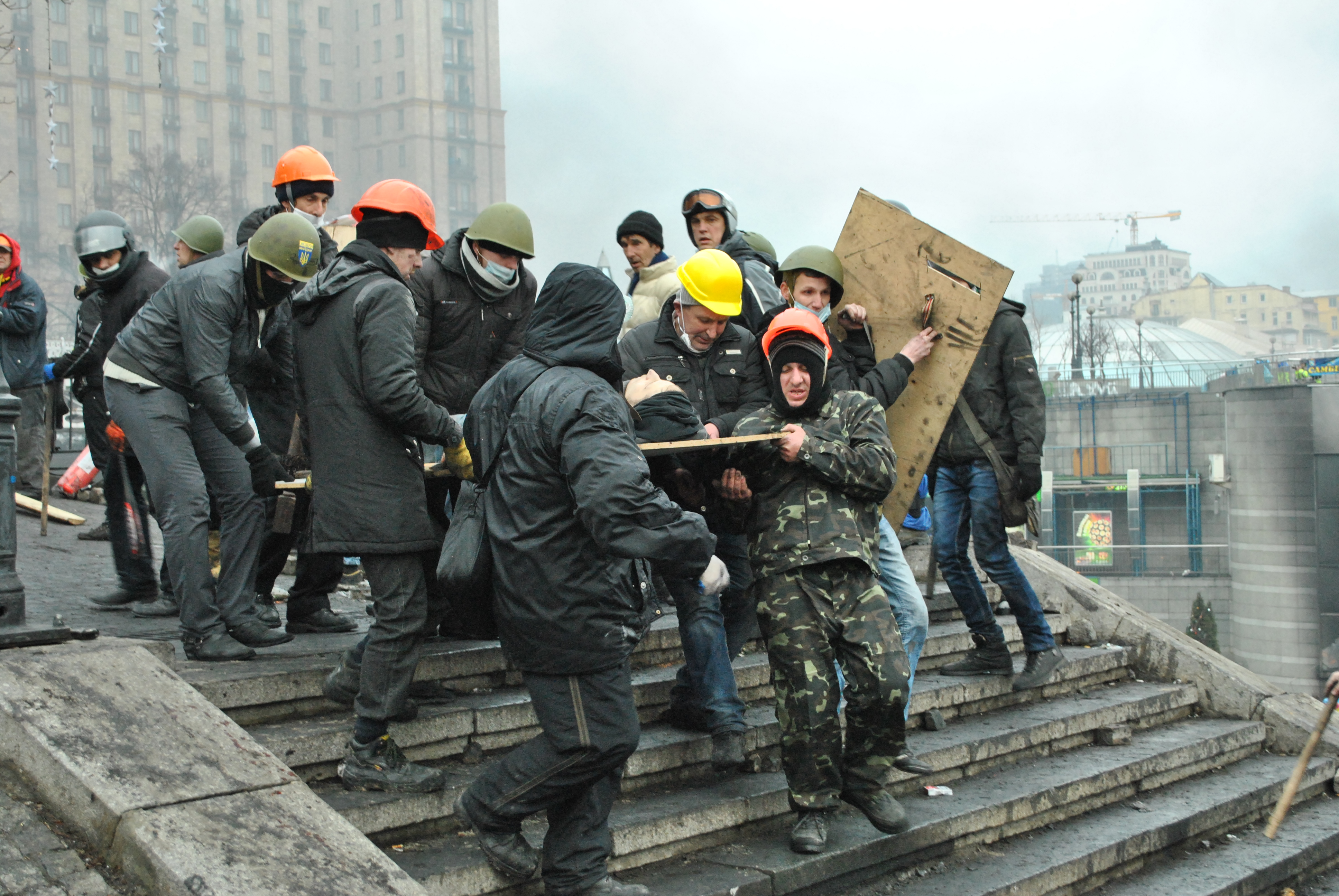
伊霍爾·柯斯登柯的遗体在十月宫被带走

2014年2月20日，柯斯登柯的尸体在十月宮附近的大街上被发现。他的头部和心脏受了枪伤，腿部多处骨折。柯斯登柯死后的第二天，他的朋友尤里·穆林（Юрий Мурин，Yuriy Murin）回忆起他与柯斯登柯的最后一次通信。“他昨天刚打电话给我，我没有听到电话铃响。我今天给他回电话，他没有接。我无法理解。”“在格魯舍夫斯基大街第一次发生骚乱时，他把女友的电话号码发给了我，说：‘如果发生了什么事，告诉她我爱她。’我以为他在开玩笑，但当骚乱再次爆发时，他问道：‘你还记得我的请求吗？’”
2月22日，数百人跟随他的灵车从基辅前往利沃夫参加他的葬礼。500多名哀悼者在特爾諾皮爾州村莊布恰奇举行了烛光守夜。2月23日，在利沃夫圣母玛利亚的诞生仪式上，人们哀悼柯斯登柯和其他6名在冲突中死亡的受害者。

### 後續
2014年11月21日，柯斯登柯和其他在运动中遇害的人一同追授为“烏克蘭英雄”，这是乌克兰公民能获得的最高国家荣誉。
柯斯登柯也被评为2014年的年度維基人。2014年8月，维基百科创始人吉米·威尔士在倫敦召开的2014年維基媒體國際會議上追授了该奖项，並帶領全體參會的維基人為他默哀。威尔士于9月在基辅向柯斯登柯的妹妹因娜（Inna）颁发了该奖项。
乌克兰教育及科学部的杂志在他去世后追授其“年度学生”（освітянин року）称号。为了纪念他，利沃夫大学的礼堂改名为“伊霍爾·柯斯登柯纪念礼堂”。
- 在他被发现的因斯蒂圖茨卡街（Інститутська）上留下的鲜花、照片和蜡烛
- 为柯斯登柯送葬的现场
- 人群聚集在教堂参加他的葬礼
- 柯斯登柯在墓地的坟墓
- 为纪念柯斯登柯和瓦西尔·莫伊塞（Василь Мойсей）而在特爾諾皮爾种植的乌克兰三叉戟
- 利沃夫大学纪念柯斯登柯的牌匾
- 吉米·威尔士宣布柯斯登柯成为2014年的年度维基人